# رومان صافيولين
رومان صافيولين ، من مواليد 7 أغسطس 1997 في بودولسك، لاعب تنس روسي الجنسية، شارك في عديد المباريات وصنف محترفا منذ عام 2015.

## حياة مهنية
فاز اللاعب الشاب الواعد رومان صافيولين بـ 11 بطولة في هذه الفئة بين السنتين 2012 و2015. في عام 2014، فاز بجائزة بونفيغليو ضد اندري روبلف ووصل إلى المركز الثاني عالميا. بفازه في بطولة استراليا المفتوحة، وانتهت المقابلة بفوزه على الكوري الجنوبي هونغ سيونغ تشان في الدور النهائي.